# غوستافو تريليس
غوستافو تريليس (بالإسبانية: Gustavo Trelles)‏ مواليد 15 نوفمبر 1955 في الأوروغواي، هو سائق راليات أوروغوياني سابق بدأ مسيرته في سنة 1981. كان أول رالي له هو رالي البرازيل 1981. تسابق في بطولة العالم للراليات. صعد على المنصة مرة واحدة خلال مسيرته.

## فرق مثلها
- لانشيا

## روابط خارجية
- غوستافو تريليس على موقع Rallye-info.com (الإنجليزية)
- غوستافو تريليس على موقع eWRC-results.com (الإنجليزية)